# مات لورانس (لاعب كرة قدم أمريكية)
مات لورانس (بالإنجليزية: Matt Lawrence)‏ هو لاعب كرة قدم أمريكية أمريكي، ولد في 5 مايو 1985 في هارتفورد في الولايات المتحدة.

## وصلات خارجية
- مات لورانس على موقع مرجع كرة القدم المحترفة.كوم (الإنجليزية)